# ボルハ・フェルナンデス
ボルハ・フェルナンデス・フェルナンデス（Borja Fernández Fernández, 1981年1月14日 - ）は、スペイン・ガリシア州オウレンセ出身の元プロサッカー選手。ポジションはミッドフィールダー。

## 来歴
2000年からレアル・マドリード・カスティージャに所属した。2001年に一度トップチームに昇格したものの出番がなくカスティージャでプレーを続けたが、2003年に再びトップチームのレアル・マドリードに昇格し、9月2日のビジャレアルCFでトップチームデビューを果たした。しかし出番は少なく、2005年にRCDマヨルカにレンタル移籍した。
2006年にレアル・バリャドリードへ完全移籍した。ここでリーガ初得点を決めている。2010年、レアル・バリャドリードとの契約満了によりヘタフェCFに移籍した。2011年8月23日、リーガ・アデランテのデポルティーボ・ラ・コルーニャに期限付き移籍し、1年でのリーガBBVA復帰に貢献した。
2014年7月3日、インディアン・スーパーリーグのアトレティコ・デ・コルカタに加入、ISL初代王者の一員となった。
ISL閉幕後の12月31日、リーガBBVAのSDエイバルとシーズン終了までの契約で移籍した。
2015年後半はアトレティコ・コルカタで再びプレー。翌年1月25日、レアル・バリャドリードに復帰した。
2019年5月17日、現役を引退した。その直後の5月28日、八百長に関わったとして逮捕されたと報じられた。

## タイトル
デポルティーボ
- セグンダ・ディビシオン：2011-12

アトレティコ・コルカタ
- インディアン・スーパーリーグ：2014